# Ianthopsis monodi
Ianthopsis monodi là một loài chân đều trong họ Acanthaspidiidae. Loài này được Nordenstam miêu tả khoa học năm 1933.